# Korpo träsket
Korpo träsket är en sjö i Finland. Den ligger i Pargas stad i landskapet Egentliga Finland, i den sydvästra delen av landet, 190 km väster om huvudstaden Helsingfors. Korpo träsket ligger 7 meter över havet. Den ligger på ön Kyrklandet i Korpo. I omgivningarna runt Korpo träsket växer i huvudsak barrskog. Arean är 37,5 hektar och strandlinjen är 4,31 kilometer lång. Sjön  ingår i Södra Skärgårdshavets avrinningsområde. 